# Liste des résolutions du Conseil de sécurité des Nations unies adoptées en 2021
Les résolutions du Conseil de sécurité des Nations unies sont les décisions qui sont votées par le Conseil de sécurité des Nations unies.
Une telle résolution est acceptée si au moins neuf des quinze membres (depuis le 17 décembre 1963, 11 membres avant cette date) votent en sa faveur et si aucun des membres permanents qui sont la Chine, les États-Unis, la France, le Royaume-Uni et la Russie (l'Union soviétique avant 1991) n'émet de vote contre (qui est désigné couramment comme un veto).

## Résolutions 2561 à 2569
- Résolution 2561 : La situation à Chypre (adoptée le 29 janvier 2021)
- Résolution 2562 : Rapports du Secrétaire général sur le Soudan et le Soudan du Sud (adoptée le 11 février 2021)
- Résolution 2563 : La situation en Somalie (adoptée le 25 février 2021)
- Résolution 2564 : La situation au Moyen-Orient (adoptée le 25 février 2021)
- Résolution 2565 : Maintien de la paix et de la sécurité internationales (adoptée le 26 janvier 2021)
- Résolution 2566 : La situation en République centrafricaine (adoptée le 12 mars 2021)
- Résolution 2567 : La situation en République centrafricaine (adoptée le 12 mars 2021)
- Résolution 2568 : La situation en Somalie (adoptée le 12 mars 2021)
- Résolution 2569 : Non-prolifération/République populaire démocratique de Corée. Lettre du Président du Conseil sur le résultat du vote (S/2021/296) et les détails du vote (S/2021/303) (adoptée le 26 mars 2021)

## Résolutions 2570 à 2579
- Résolution 2570 : La situation en Libye. Lettre du Président du Conseil sur le résultat du vote (S/2021/373) et les détails du vote (S/2021/381) (adoptée le  16 avril 2021)
- Résolution 2571 : La situation en Libye. Lettre du Président du Conseil sur le résultat du vote (S/2021/374) et les détails du vote (S/2021/382) (adoptée le  16 avril 2021)
- Résolution 2572 : Non-prolifération des armes de destruction massive. Lettre du Président du Conseil sur le résultat du vote (S/2021/393) et les détails du vote (S/2021/400) (adoptée le  26 mars 2021)
- Résolution 2573 : Protection des civils en période de conflit armé (adoptée le  27 avril 2021)
- Résolution 2574 : Lettres identiques datées du 19 janvier 2016, adressées au Secrétaire général et au Président du Conseil de sécurité par la Représentante permanente de la Colombie auprès de l’Organisation des Nations unies (S/2016/53). Lettre du Président du Conseil sur le résultat du vote (S/2021/449) et les détails du vote (S/2021/457) (adoptée le  11 mai 2021)
- Résolution 2575 : Rapports du Secrétaire général sur le Soudan et le Soudan du Sud. Lettre du Président du Conseil sur le résultat du vote (S/2021/450) et les détails du vote (S/2021/458) (adoptée le  11 mai 2021)
- Résolution 2576 : La situation concernant l’Iraq (adoptée le  27 mai 2021)
- Résolution 2577 : Rapports du Secrétaire général sur le Soudan et le Soudan du Sud. Lettre du Président du Conseil sur le résultat du vote (S/2021/515) et les détails du vote (S/2021/518) (adoptée le  28 mai 2021)
- Résolution 2578 : La situation en Libye (adoptée le  3 juin 2021)
- Résolution 2579 : Rapports du Secrétaire général sur le Soudan et le Soudan du Sud (adoptée le  3 juin 2021)

## Résolutions 2580 à 2589
- Résolution 2580 : Recommandation relative à la nomination du Secrétaire général (adoptée le  8 juin 2021)
- Résolution 2581 : La situation au Moyen-Orient (adoptée le  29 juin 2021)
- Résolution 2582 : La situation concernant la République démocratique du Congo (adoptée le  29 juin 2021)
- Résolution 2583 : Date de l’élection au siège à la Cour internationale de Justice (adoptée le  29 juin 2021)
- Résolution 2584 : La situation au Mali (adoptée le  29 juin 2021)
- Résolution 2585 : La situation au Moyen-Orient (adoptée le  8 juillet 2021)
- Résolution 2586 : La situation au Moyen-Orient (adoptée le  14 juillet 2021)
- Résolution 2587 : La situation au Chypre (adoptée le  29 juillet 2021)
- Résolution 2588 : La situation en République centrafricaine (adoptée le  29 juillet 2021)
- Résolution 2589 : Opérations de maintien de la paix des Nations unies (adoptée le  18 août 2021)

## Résolutions 2590 à 2599
- Résolution 2590 : La situation au Mali (adoptée le  30 août 2021)
- Résolution 2591 : La situation au Moyen-Orient (adoptée le  30 août 2021)
- Résolution 2592 : La situation au Moyen-Orient, y compris la question palestinienne (adoptée le  30 août 2021)
- Résolution 2593 : La situation en Afghanistan (adoptée le  30 août 2021)
- Résolution 2594 : Opérations de maintien de la paix des Nations unies (adoptée le  9 septembre 2021)
- Résolution 2595 : La situation en Libye (adoptée le  15 septembre 2021)
- Résolution 2596 : La situation en Afghanistan (adoptée le  17 septembre 2021)
- Résolution 2597 : Menaces contre la paix et la sécurité internationales(adoptée le  17 septembre 2021)
- Résolution 2598 : Maintien de la paix et de la sécurité internationales (adoptée le  29 septembre 2021)
- Résolution 2599 : La situation en Libye (adoptée le  30 septembre 2021)

## Résolutions 2600 à 2609
- Résolution 2600 : La question concernant Haïti (adoptée le  15 octobre 2021)
- Résolution 2601 : Le sort des enfants en temps de conflit armé (adoptée le  29 octobre 2021)
- Résolution 2602 : La situation concernant le Sahara occidental (adoptée le  29 octobre 2021)
- Résolution 2603 : Lettres identiques datées du 19 janvier 2016, adressées au Secrétaire général et au Président du Conseil de sécurité par la Représentante permanente de la Colombie auprès de l’Organisation des Nations unies (S/2016/53) (adoptée le  29 octobre 2021)
- Résolution 2604 : La situation en Bosnie-Herzégovine (adoptée le  3 novembre 2021)
- Résolution 2605 : La situation en République centrafricaine (adoptée le  12 novembre 2021)
- Résolution 2606 : Rapports du Secrétaire général sur le Soudan et le Soudan du Sud (adoptée le  15 novembre 2021)
- Résolution 2607 : La situation en Somalie (adoptée le  15 novembre 2021)
- Résolution 2608 : La situation en Somalie (adoptée le  3 décembre 2021)
- Résolution 2609 : Rapports du Secrétaire général sur le Soudan et le Soudan du Sud (adoptée le  15 décembre 2021)

## Résolutions 2610 à 2617
- Résolution 2610 :Menaces contre la paix et la sécurité internationales résultant d’actes de terrorisme (adoptée le  17 décembre 2021)
- Résolution 2611 : Menaces contre la paix et la sécurité internationales résultant d’actes de terrorisme (adoptée le  17 décembre 2021)
- Résolution 2612 : La situation concernant la République démocratique du Congo (adoptée le  20 décembre 2021)
- Résolution 2613 : La situation au Moyen-Orient (adoptée le  21 décembre 2021)
- Résolution 2614 : La situation en Somalie (adoptée le  21 décembre 2021)
- Résolution 2615 : Menaces contre la paix et la sécurité internationales résultant d’actes de terrorisme (adoptée le  22 décembre 2021)
- Résolution 2616 : Maintien de la paix et de la sécurité internationales (adoptée le  22 décembre 2021)
- Résolution 2617 : Menaces contre la paix et la sécurité internationales résultant d’actes de terrorisme. Lettre du Président du Conseil sur le résultat du vote (S/2021/1107) (adoptée le  20 décembre 2021)